# Griselda (Paër)
La virtù al cimento, meglio conosciuta come Griselda, è un'opera in due atti di Ferdinando Paër su libretto di Angelo Anelli. 

## Caratteri dell'opera
L'opera è una rivisitazione in chiave semiseria del noto racconto della paziente Griselda, di ispirazione boccaciana, già messo in musica da altri autori quali Giovanni Bononcini, Alessandro Scarlatti e Antonio Vivaldi. È la prima opera del filone semiserio, in cui il compositore si specializzerà, a partire dall'immediatamente successiva Camilla. Si tratta inoltre dell'ultima opera scritta da Paër prima del suo trasferimento a Vienna.

L'opera, che un tempo ebbe un buon successo, rimase nei repertori dei teatri per almeno trent'anni, per poi scomparire completamente dalle scene. Tuttora si attende una prima rappresentazione in tempi moderni.

## Interpreti della prima assoluta
| Ruolo      | Registro vocale | Interpreti della prima esecuzione |
| ---------- | --------------- | --------------------------------- |
| Gualtieri  | tenore          | Vincenzo Aliprandi                |
| Griselda   | soprano         | Anna Nava Aliprandi               |
| Giannucole | basso           | Andrea Verni                      |
| Duchessa   | soprano         | Antonia Tugnoli Verni             |
| Conte      | basso           | Giuseppe Buttinelli               |
| Doristella | soprano         | Amalia Vettori                    |
| Lisetta    | soprano         | Annunziata Piattoli               |
| Lesbino    | basso           | Pietro Righi                      |

## Trama

### Antefatto
Tredici anni prima

Gualtieri, marchese di Saluzzo, ha sposato Griselda, figlia del pastore Giannucole, per la sua saggezza e la sua virtù. Il matrimonio è mal visto dalla Duchessa, sorella del Marchese, che gli rimprovera continuamente di aver sposato una donna di basso rango: il Marchese, per dimostrare alla sorella che la sua scelta è stata ben ponderata e che sua moglie è degna di lui, decide di mettere alla prova la pazienza di Griselda sottoponendola ad ogni tipo di vergogna e crudeltà, togliendole addirittura la figlia e, fingendo di averla mandata a morte. La donna, per amore e devozione nei confronti del marito, ha sopportato tutto quanto. 

### Atto 1
Gualtieri riceve la visita della sorella, che arriva accompagnata dal Conte di Panago e da Doristella, giovane fanciulla al seguito del Conte: al vedere la ragazza, Gualtieri ha un moto di turbamento. Doristella, infatti, non è la figlia del Conte ma la stessa figlia di Gualtieri e Griselda, che il padre non ha mandato a morte ma ha affidato all'amico Conte. Rimasto solo con il Marchese, il Conte continua a chiedere ragioni a Gualtieri del suo comportamento inumano verso la moglie, ma l'amico gli risponde che agisce solo per dimostrare a tutti la saggezza di Griselda. 

Nel frattempo, Griselda è continuamente tormentata non solo dalle umiliazioni del marito, che sopporta stoicamente: il padre Giannucole continua a consigliarle di abbandonare il marito crudele, il fattore Lesbino (innamorato segretamente di lei) è dello stesso avviso di Giannucole, mentre Lisetta, sorella di Lesbino e favorita del Marchese, umilia e insulta Griselda nonostante sia la sua padrona: la ragazza è infatti convinta che Gualtieri, una volta ripudiata la moglie, la sposerà.

Giannucole si lamenta con il genero per il suo comportamento, e persino la stessa Duchessa prende le parti del pastore, solo per far scacciare la sgradita cognata: il Marchese allora decide di ripudiarla e cacciarla di casa quel giorno stesso; la Duchessa non perde l'occasione per cercare una nuova moglie a Gualtieri, chiedendo addirittura all'ignara Doristella. Costei, frattanto, si incontra con Griselda: la donna, alla vista della ragazza, che ancora ignora essere sua figlia, rivede nel suo volto qualche somiglianza della bambina e sviene per l'emozione.

Giannucole informa la figlia del ripudio del marito: Griselda, sconvolta, sopporta come ha sempre fatto, e inizia a raccogliere le sue cose con il padre. Gualtieri tuttavia decide di non risparmiarle un'ulteriore umiliazione, e di fronte agli ospiti e alla servitù le ordina di spogliarsi dei suoi vestiti nobiliari per rimettersi quelli di pastorella: tutti quanti rimproverano apertamente il Marchese quest'atto di crudeltà, persino la Duchessa e Lisetta, che godono della rovina di Griselda, gli sconsigliano quest'azione. Gualtieri ritratta e concede all'ex moglie di andarsene, e l'atto si conclude con la partenza di Griselda e Giannucole dal palazzo del Marchese.

### Atto 2
La Duchessa continua ad assillare il fratello affinché si trovi un'altra moglie, sostenuta dall'impertinente Lisetta, che non ha timore di rivolgersi in maniera sprezzante persino alla sorella del padrone e al Conte: Gualtieri infatti le ha donato tutti i vestiti appartenuti a Griselda, e la ragazza è convinta di essere la prescelta per le nuove nozze. Il Marchese tuttavia confessa alla sorella di aver scelto di sposare Doristella: egli, d'accordo con il Conte, sta mettendo in atto l'ultima prova cui sottoporrà Griselda.

In campagna, Giannucole è contento di essere tornato alla casa di un tempo, di cui sentiva la lontananza, mentre Griselda pensa ancora allo sposo, pur continuando a lavorare alacremente, respingendo le profferte amorose di Lesbino che le si dichiara apertamente, ora che è stata ripudiata. Improvvisamente rimbombano i corni, e arrivano il Marchese, la Duchessa e il Conte, intenti a divertirsi alla caccia: alla vista dell'ex marito, Griselda va a baciargli la mano e a fargli riverenza. A questa vista, il Marchese sente crescere il rimorso, mentre la Duchessa inizia a convincersi della bontà della donna, ancora nobile e virtuosa anche vestita da pastorella. Gualtieri informa Griselda delle sue nuove nozze che si terranno quella sera stessa, e le impone di tornare a palazzo con il padre affinché sia lei stessa ad organizzare il matrimonio. Griselda, affranta e commossa, accetta.

Lisetta, agghindata da gran dama, freme alla vista di Griselda, ritornata a palazzo questa volta come serva e non come padrona, e la ragazza non perde l'occasione di insultarla e deriderla ancora, di fronte allo stesso Marchese. Griselda, rimasta sola con Gualtieri, gli chiede timidamente se la nuova sposa non sia proprio Lisetta: il Marchese, benché cercando di fingere, non può fare a meno di rassicurarla e confidarle che mai potrebbe scegliere Lisetta come nuova sposa, ed esce per affrettare le nozze. 

Nel frattempo, la Duchessa si pente sempre di più del rigore mostrato verso l'ex cognata, vedendola patire ogni tipo di oltraggio, persino quello di preparare il letto nuziale per i due novelli sposi, mentre Doristella esterna al Conte la sua contrarierà al matrimonio con il Marchese. Il Conte le rassicura entrambe, affermando che al matrimonio ci saranno dei veri colpi di scena. Al banchetto, cui presenziano tutti, Gualtieri ordina che venga portata l'unica assente, Griselda, suscitando le rimostranze della sorella che lo rimprovera per l'eccessiva crudeltà.

Arrivata Griselda, Gualtieri la sottopone all'ultima prova, e le mostra la nuova sposa, Doristella. Mentre Lisetta ammutolisce e si confonde per la vergogna e il dispetto, Griselda, facendo forza a sé stessa, augura felicità al Marchese, chiedendo solo che sarà meno crudele nei suoi confronti di quanto lo sia stato con lei. Di fronte a quest'ennesima prova di umiltà e sottomissione, Gualtieri rivela tutta la verità, svelando l'identità della figlia: la famiglia è finalmente riunita, la Duchessa chiede perdono a Griselda per la sua passata ostilità, e l'opera si conclude con il tripudio generale.

## Numeri musicali

### Atto 1
- 1 Introduzione Mia Lisetta, ho per la testa (Gualtieri, Lisetta, Coro, Duchessa, Conte, Doristella)
- 2 Aria Quell'umor così vivace (Doristella)
- 3 Aria Caro amico, in ogni cosa (Conte)
- 4 Terzetto Quel che piace a mio marito (Griselda, Lesbino, Giannucole)
- 5 Aria La bontà del mio padrone (Lisetta)
- 6 Quartetto Ad un uomo del mio grado (Gualtieri, Duchessa, Giannucole, Conte)
- 7 Aria Fedel, sincera e docile (Gualtieri)
- 8 Aria Egli ha core assa ben fatto (Duchessa)
- 9 Coro e Aria Poveretta la padrona - Quello sguardo sì innocente (Griselda)
- 10 Aria Alla natia capanna (Giannucole)
- 11 Finale Primo Il voler del mio consorte (Griselda, Doristella, Conte, Lesbino, Lisetta, Duchessa, Giannucole, Gualtieri)

### Atto secondo
- 12 Introduzione Or che sciolto è il primo nodo (Coro, Duchessa, Conte, Lisetta, Gualtieri)
- 13 Duetto L'augel, che sta sul nido (Griselda, Giannucole)
- 14 Aria A lei, che adoro (Lesbino)
- 15 Aria Son stordito, tel confesso (Giannucole)
- 16 Sestetto Mi son molto divertita (Duchessa, Conte, Lesbino, Gualtieri, Griselda, Giannucole)
- 17 Duetto Vederlo sol bramo (Griselda, Lisetta)
- 18 Aria Io non bado al volto, al grado (Gualtieri)
- 19 Aria Voi pur foste, o care piume (Griselda)
- 20 Finale Secondo Non capisco questa cosa (Duchessa, Giannucole, Lisetta, Lesbino, Coro, Doristella, Conte, Gualtieri, Griselda)